# Magdalenenstraße 5 (Darmstadt)
Das Haus Magdalenenstraße 5 (ehemals: Ballonplatz 11) ist ein Bauwerk in Darmstadt.

## Geschichte und Beschreibung
Das Haus Magdalenenstraße 5 wurde um das Jahr 1600 erbaut.
Stilistisch gehört das Gebäude zur Renaissance.
Das Haus entstammt der ersten Bauphase am Ballonplatz und wurde im Zweiten Weltkrieg teilweise zerstört.
Nach dem Krieg wurde das Gebäude wiederaufgebaut.
Das ursprünglich dreiachsige Haus wurde beim Wiederaufbau im Jahre 1951 um eine Fensterachse verbreitert; dadurch wurde die Toreinfahrt verschmälert.
Hinter dem Renaissance-Giebel befindet sich ein breitgelagertes, traufständiges Mansarddach.
Im Erdgeschoss wurden die Fensterformate auf Schaufensterformat verändert.
Die Fassade ist  verputzt. 

## Das Haus Magdalenenstraße 5 heute
Im Erdgeschoss befindet sich ein Kopier- und Buchbindergeschäft.
In den oberen Geschossen befinden sich Wohnungen.

## Denkmalschutz
Das Haus Magdalenenstraße 5 ist ein typisches Beispiel für den Renaissancebaustil in Darmstadt.
Aus architektonischen und stadtgeschichtlichen Gründen gilt das Gebäude als Kulturdenkmal.